# San Marino
Republika San Marino (italijansko Serenissima Repubblica di San Marino), je celinska država v južni Evropi in ena od najmanjših držav na svetu (61 km2), ki jo v celoti obkroža Italija. V državi živi okrog 33.000 ljudi.

## Zgodovina
Po legendi naj bi republiko ustanovil kamnosek sveti Marino z Raba, ki je v 4. stoletju, v času preganjanja kristjanov pod rimskim cesarjem Dioklecijanom, pobegnil na Apeninski polotok, da bi v tamkajšnjih hribih ustanovil skupnost kristjanov. Ni znano, koliko je v tej legendi resnice.
Obstoj samostojne skupnosti okrog gore Titano (Monte Titano), je sicer z listinami dokazan od visokega srednjega veka dalje. Institut konzulov - regentov je bil uveden leta 1243. Državica je takrat obsegala samo ozemlje neposredno okrog mesta San Marino in je bila še precej manjša od današnje. V severni Italiji v tistih časih obstoj avtonomnih skupnosti oziroma komun, katerih ozemlje ni segalo bistveno dlje od mestnega obzidja, ni bil nobena redkost. Pogosto so večja mesta tekom stoletij zavzela in si priključila sosednja manjša mesta, kot je primer mesto Firence v Toskani. Nenavadno pa je, da se je tako majhna državica ohranila vse do današnjih dni, kar je posledica vrste razlogov, v prvi vrsti spretne sanmarinske diplomacije. Vendar so se prebivalci za svojo neodvisnost, zlasti v starejši zgodovini, borili tudi z orožjem.
Današnje meje je republika dobila leta 1463. Kot nagrado za sodelovanje v zavezništvu v eni od neštetih majhnih vojn v tistem času je papež San Marinu dodelil utrjena naselja Fiorentino, Montegiardino in Serravalle. Kraj Faetano pa se je San Marinu istočasno pridružil prostovoljno. Od tega leta naprej se meje niso več spreminjale, čeprav je Napoleon leta 1797 državici ponudil prijateljstvo in razširitev ozemlja. San Marino je slutil, da bi ponudba lahko prinesla več škode kot koristi in jo je zavrnil.
San Marino je načelno podpiral proces združevanja Italije v 19. stoletju. Četam Garibaldija je sanmarinška vlada med vojno s četami Papeške države omogočila umik na ozemlje republike. Vendar se slednja ni želela pridružiti združeni Italiji. Zaradi pomoči v vojni, pa tudi zaradi zelo majhnega pomena ozemlja San Marina, je Garibaldi to željo upošteval. Državi sta od združitve Italije leta 1861 sklenili več pogodb o prijateljstvu. Nekateri državljani San Marina so sodelovali v prvi svetovni vojni na italijanski strani kot prostovoljci. Od leta 1923 do 1943 so San Marinu podobno kot Italiji vladali fašisti, vendar kljub agresivni italijanski zunanji politiki ni bilo teženj k aneksiji San Marina. Mussolini se je zadovoljil s tem, da je republiko v hribih tesneje navezal na Italijo z izgradnjo železnice do Riminija na jadranski obali. Kljub fašistični vladi je San Marino med drugo svetovno vojno sprejel približno 100.000 beguncev, med njimi tudi Jude.
Republika San Marino je bila od leta 1463 dalje trikrat okupirana, vendar nikoli za dalj časa. Okupacije Cezarja Borgie leta 1503 je San Marino rešila Borgieva smrt. Od okupacije kardinala Alberonija leta 1739 jih je rešil papež. Zadnja okupacija se je zgodila med drugo svetovno vojno. San Marino je bil med drugo svetovno vojno nevtralen, vendar Tretji rajh, ki je leta 1943 okupiral Italijo, te nevtralnosti ni spoštoval in je med umikom uporabila tudi ozemlje San Marina, zaradi katere je bil San Marino tudi cilj zavezniških bombnih napadov. Zahodni zavezniki so po nemškem umiku republiko za kratek čas tudi sami zasedli.
Po drugi svetovni vojni je bil San Marino prva evropska država, v kateri so leta 1945 preko volitev prišli na oblast komunisti. Med vlado koalicije komunistov in socialistov so se zaostrili odnosi z Italijo, ker je San Marino uvedel politiko davčne oaze, ki jo je izkoristilo veliko italijanskih družb, odprl igralnico in dovolil civilne poroke za italijanske državljane. Italijanska vlada je kot odgovor med letoma 1949 in 1951 zaprla meje s San Marinom za italijanske državljane. Državljani San Marina in tretjih držav so mejo sicer lahko prečkali neomejeno, toda gospodarstvo San Marina je bilo pomembno odvisno od italijanskih turistov. Poleg tega je Italija San Marinu tudi odrekla izplačilo njegovega deleža carinskih prihodkov. Po dveh letih blokade je San Marino popustil zahtevam Italije.

## Ozemlje in prebivalstvo
Ozemlje San Marina obsega 61 km² okrog gore Titano, ki je kljub razmeroma majhni višini (750 m) vidna daleč naokrog. Neposredno na vrhu in tik pod vrhom gore Titano leži glavno mesto San Marino z okoli 4.500 prebivalci. Ostala naselja ležijo več sto metrov nižje v bolj nižinskem svetu in imajo med 1000 in 10000 prebivalcev, le Faetano in Chiesanuova sta s približno 800 prebivalci bolj vaškega značaja.
Večji del državice so kmetijska zemljišča, na katerih gojijo različna žita, vinsko trto in sadje; gozda je malo. Hitra cesta povezuje San Marino z Riminijem in obalo Jadranskega morja, do koder je 24 km. V državi ni več železnic, saj je bila proga do Riminija porušena med drugo svetovno vojno in je niso obnovili. San Marino prav tako nima letališča, ima pa pristajališče za helikopterje. Trije vodotoki, ki tečejo po državi, so le večji potoki in za gospodarsko izkoriščanje nimajo večjega pomena.
Prebivalci govorijo italijanski jezik. Približno 25 % prebivalstva nima državljanstva San Marina; pretežno gre za državljane Italije. Več tisoč državljanov San Marina začasno biva v tujini, predvsem v Italiji. Velika večina prebivalcev je rimskokatoliške vere.

## Politična ureditev in mednarodni odnosi
Sedanja ustavna ureditev San Marina je bila oblikovana 8. oktobra 1600 in se do danes ni bistveno spremenila. San Marino je sicer ena redkih držav, ki nimajo prave ustave v formalnem smislu.
Zakonodajno oblast ima Veliki splošni svet, ki ga sestavlja 60 članov. Od leta 1906 so voljeni na neposrednih volitvah vsakih 5 let. Svetniki izmed sebe za pol leta izvolijo dva kapitana - regenta, ki sta šefa države (po koncu mandata 3 leta ne moreta več kandidirati zaradi preprečevanja koncentracije moči in morebitne diktature). Umeščena sta med zasedanjem Arenge, nekdanje skupščine družinskih poglavarjev, danes pa vseh volivcev, ki pa je predvsem turistična zanimivost in nima posebne moči, čeprav lahko na Arengi državljani zastavljajo vprašanja Velikemu splošnemu svetu.
V San Marinu so zelo ponosni na svojo demokratično tradicijo. Državljanom, ki bivajo v tujini, se iz proračuna povrne tri četrtine potnih stroškov za vrnitev v domovino ob volitvah. To ugodnost menda izkoristi približno polovica državljanov, ki biva na tujem.
Izvršilno oblast ima Državni kongres, ki ga sestavljajo trije državni tajniki in sedem kongresnikov na čelu različnih ministrstev.
Posebnost San Marina je, ki izhaja iz zgodovinskih razlogov, je da sodno oblast - razen v preprostih civilnih pravdah do vrednosti 20.000 evrov - izvajajo sodniki, ki niso državljani San Marina.
Lokalno samoupravo ima devet naselij (italijansko castelli). Vsako naselje upravljata kapitan naselja in pomožni odbor.
San Marino ima diplomatske odnose z več kot 70 državami in je član številnih mednarodnih organizacij, vključno z Organizacijo združenih narodov, UNESCO-m in Svetom Evrope. Ni član Evropske unije, vendar na podlagi posebnega sporazuma vseeno kuje svojo različico evrskih kovancev, ki so zaradi zelo majhne naklade med numizmatiki zelo iskani.
Zaradi velike odvisnosti od Italije je vlada San Marina z Italijo sklenila več sto meddržavnih sporazumov, ki določajo sodelovanje ali usklajevanje na različnih področjih. V zunanji diplomaciji San Marino rad poudarja svojo neodvisnost, kadarkoli je to mogoče.

## Gospodarstvo
Tradicionalno je gospodarstvo v San Marinu zaradi neobstoja velikih mest še bolj kot v drugih evropskih državah temeljilo na kmetijstvu.
V drugi polovici 20. stoletja je najpomembnejša dejavnost postal turizem, kjer je ustvarjenega približno 50 % bruto domačega proizvoda. Pomembni sta tudi trgovina in drobna obrt, zlasti keramika. Del državnih prihodkov prinese prodaja med zbiralci zelo iskanih znamk, kovancev in turističnih vizumov. Večina površine države so enako kot nekoč še vedno kmetijska zemljišča, zmanjšal se je le delež kmetijstva v BDP.

## Državni prazniki
- Novo leto: 1. januar
- Sveti trije kralji: 6. januar
- Obletnica osvoboditve izpod Alberonijeve okupacije: 5. februar
- Obletnica Arenge: 25. marec
- Umestitev kapitanov - regentov: 1. april
- Praznik dela: 1. maj
- Telovo (datum se spreminja)
- Dan padca fašizma: 28. julij
- Marijino vnebovzetje: 15. avgust
- Praznik Sv. Marina in dan republike: 3. september
- Umestitev kapitanov - regentov: 1. oktober
- Vsi sveti: 1. november
- Dan spomina na mrtve: 2. november
- Praznik brezmadežnega spočetja: 8. december
- Božič: 24., 25. in 26. december
- Konec leta: 31. december